# Oratemnus timorensis
Espèce
Oratemnus timorensis est une espèce de pseudoscorpions de la famille des Atemnidae.

## Distribution
Cette espèce se rencontre en Indonésie et aux Îles Salomon.

## Publication originale
- Beier, 1932 : Revision der Atemnidae (Pseudoscorpionidea). Zoologische Jahrbücher, Abteilung für Systematik, Ökologie und Geographie der Tiere, vol. 62, p. 547-610.